# Istanbul Challenger 2024 - Doppio
Il doppio del torneo di tennis professionistico Istanbul Challenger 2024, facente parte della categoria Challenger 75 nell'ambito dell'ATP Challenger Tour 2024, si è giocato dal 2 all'8 settembre a Istanbul, in Turchia. Tra le coppie partecipanti erano assenti Luke Johnson e Skander Mansouri, i detentori del titolo.
In finale Aleksandre Bakshi e Yankı Erel hanno sconfitto August Holmgren e Johannes Ingildsen con il punteggio di 7–6(4), 7–5.

## Teste di serie
1. Vasil Kirkov /  Petros Tsitsipas (primo turno)
2. Hans Hach Verdugo /  Miguel Ángel Reyes Varela (primo turno)

1. Ivan Liutarevich /  Marcus Willis (semifinale)
2. Joshua Paris /  Ramkumar Ramanathan (primo turno)

## Wildcard
1. Cem İlkel /  S Mert Özdemir (primo turno)

1. Aleksandre Bakshi /  Yankı Erel (campioni)

## Ranking protetto
1. Gijs Brouwer /  Mats Hermans (quarti di finale)

1. Michael Geerts /  Divij Sharan (quarti di finale)

## Alternate
1. Denis Klok /  Ilya Snițari (primo turno)

## Tabellone

### Legenda
| - Q = Qualificato - WC = Wild card - LL = Lucky loser | - ALT = Alternate - SE = Special Exempt - PR = Protected Ranking | - w/o = Walkover - r = Ritirato - d = Squalificato |

|  | Primo turno | Primo turno                    | Primo turno                    | Primo turno | Primo turno |  |  | Quarti di finale | Quarti di finale       | Quarti di finale       | Quarti di finale       | Quarti di finale |   |      | Semifinali | Semifinali                         | Semifinali                         | Semifinali                   | Semifinali                   |   |   | Finale | Finale | Finale | Finale | Finale |  |
|  |             |                                |                                |             |             |  |  |                  |                        |                        |                        |                  |   |      |            |                                    |                                    |                              |                              |   |   |        |        |        |        |        |  |
|  | 1           | V Kirkov P Tsitsipas           | V Kirkov P Tsitsipas           | 5           | 3           |  |  |                  |                        |                        |                        |                  |   |      |            |                                    |                                    |                              |                              |   |   |        |        |        |        |        |  |
|  |             | A Holmgren J Ingildsen         | A Holmgren J Ingildsen         | 7           | 6           |  |  |                  | A Holmgren J Ingildsen | A Holmgren J Ingildsen | 6                      | 6                |   |      |            |                                    |                                    |                              |                              |   |   |        |        |        |        |        |  |
|  | Alt         | D Klok I Snițari               | 3                              | 6           | [7]         |  |  | PR               | G Brouwer M Hermans    | G Brouwer M Hermans    | 4                      | 3                |   |      |            |                                    |                                    |                              |                              |   |   |        |        |        |        |        |  |
|  | PR          | G Brouwer M Hermans            | 6                              | 2           | [10]        |  |  |                  |                        |                        |                        |                  |   |      |            | A Holmgren J Ingildsen             | 6                                  | 3                            | [11]                         |   |   |        |        |        |        |        |  |
|  | 3           | I Liutarevich M Willis         | I Liutarevich M Willis         | 6           | 6           |  |  |                  |                        | 3                      | I Liutarevich M Willis | 3                | 6 | [9]  |            |                                    |                                    |                              |                              |   |   |        |        |        |        |        |  |
|  |             | M Dodig R Pacheco Méndez       | M Dodig R Pacheco Méndez       | 2           | 1           |  |  | 3                | I Liutarevich M Willis | I Liutarevich M Willis | 78                     | 6                |   |      |            |                                    |                                    |                              |                              |   |   |        |        |        |        |        |  |
|  |             | M Damm M Vocel                 | M Damm M Vocel                 | 78          | 7           |  |  |                  | M Damm M Vocel         | M Damm M Vocel         | 6                      | 3                |   |      |            |                                    |                                    |                              |                              |   |   |        |        |        |        |        |  |
|  | WC          | C İlkel SM Özdemir             | C İlkel SM Özdemir             | 6           | 5           |  |  |                  |                        |                        |                        |                  |   |      |            | August Holmgren Johannes Ingildsen | August Holmgren Johannes Ingildsen | 64                           | 5                            |   |   |        |        |        |        |        |  |
|  | PR          | M Geerts D Sharan              | 6                              | 6           | [10]        |  |  |                  |                        |                        |                        |                  |   |      |            |                                    | WC                                 | Aleksandre Bakshi Yankı Erel | Aleksandre Bakshi Yankı Erel | 7 | 7 |        |        |        |        |        |  |
|  |             | C Crețu B Pavel                | 4                              | 78          | [5]         |  |  | PR               | M Geerts D Sharan      | M Geerts D Sharan      | 65                     | 0                |   |      |            |                                    |                                    |                              |                              |   |   |        |        |        |        |        |  |
|  |             | E Agafonov I Simakin           | E Agafonov I Simakin           | 6           | 6           |  |  |                  | E Agafonov I Simakin   | E Agafonov I Simakin   | 7                      | 6                |   |      |            |                                    |                                    |                              |                              |   |   |        |        |        |        |        |  |
|  | 4           | J Paris R Ramanathan           | J Paris R Ramanathan           | 1           | 2           |  |  |                  |                        |                        |                        |                  |   |      |            | E Agafonov I Simakin               | 6                                  | 4                            | [8]                          |   |   |        |        |        |        |        |  |
|  |             | B Lock C Lock                  | 4                              | 6           | [7]         |  |  |                  |                        | WC                     | A Bakshi Y Erel        | 3                | 6 | [10] |            |                                    |                                    |                              |                              |   |   |        |        |        |        |        |  |
|  |             | A Ayeni S Purtseladze          | 6                              | 3           | [10]        |  |  |                  | A Ayeni S Purtseladze  | A Ayeni S Purtseladze  | 3                      | 1                |   |      |            |                                    |                                    |                              |                              |   |   |        |        |        |        |        |  |
|  | WC          | A Bakshi Y Erel                | A Bakshi Y Erel                | 6           | 6           |  |  | WC               | A Bakshi Y Erel        | A Bakshi Y Erel        | 6                      | 6                |   |      |            |                                    |                                    |                              |                              |   |   |        |        |        |        |        |  |
|  | 2           | H Hach Verdugo MÁ Reyes Varela | H Hach Verdugo MÁ Reyes Varela | 4           | 2           |  |  |                  |                        |                        |                        |                  |   |      |            |                                    |                                    |                              |                              |   |   |        |        |        |        |        |  |